# Semiothisa poasaria
Semiothisa poasaria är en fjärilsart som beskrevs av William Schaus 1911. Semiothisa poasaria ingår i släktet Semiothisa och familjen mätare. Inga underarter finns listade i Catalogue of Life.